# 根措夫特市鎮
根措夫特市鎮（丹麥語：Gentofte Kommune）是丹麥的一個市鎮，位於西蘭島東北部，東隔厄勒海峽與瑞典相望。屬首都大區。面積56.68平方公里，2009年人口37,864人。行政中心为夏洛滕隆。

## 城镇
- 根措夫特